# Aeolarcha
Aeolarcha é um gênero de traça pertencente à família Agonoxenidae.